# Tuxtla Gutiérrez
Tuxtla Gutiérrez is de hoofdstad van de Mexicaanse deelstaat Chiapas en is tevens de hoofdplaats van de gelijknamige gemeente. Tuxtla Gutiérrez heeft 455.700 inwoners (2003). De stad bevindt zich in de vallei van de Grijalva, in het centrum van de staat.
De plaats werd gesticht door de Mixe-Zoque rond 1240. Tuxtla komt van het Nahuatl Tochtlan, plaats van de konijnen. Gutiérrez verwijst naar Joaquín Miguel Gutiérrez, een negentiende-eeuwse staatsman.
Tuxtla Gutiérrez is hoofdstad van Chiapas sinds 1892. Sinds de stad in de jaren 40 met de Pan-Amerikaanse Snelweg is verbonden is zij snel in inwonertal toegenomen.
Vlak bij Tuxtla ligt Chiapa de Corzo vanwaar ook de Cañón del Sumidero is door te varen.
De stad is de zetel van het rooms-katholieke aartsbisdom Tuxtla Gutiérrez.

## Geboren
- Gilberto Mora (14 oktober 2008), voetballer